# Frýdlantské mosty
Frýdlantské mosty jsou souborem inženýrských staveb v Ostravě.

## Železnice
Stavba železniční trati Ostrava-Frýdlant nad Ostravicí byla v Ostravě vedena v úrovni terénu. Křížení s Opavsko-těšínskou říšskou silnicí bylo úrovňové. Po nehodě, při níž zahynula kráva starosty Kramera, byly vybudovány závory. Ty však zdržovaly silniční provoz, a proto bylo na 17. května 1898 nařízeno místní šetření spojené s vyvlastňovacím řízením, které mělo být prvním krokem ke stavbě mostu.

## Frýdlantský most
Most převáděl dopravu přes „frýdlantskou dráhu“, a proto byl nazýván Frýdlantský most. Také nedalekému nádraží, oficiálně nazvanému „Ostrau-Witkowitz“ pro svou polohu mezi Moravskou Ostravou a Vítkovicemi, se říkalo Frýdlantské. Trasa říšské silnice Opava-Těšín překonala Frýdlantským mostem železniční trať a dále vedla středem města.
Mimo silniční dopravy sloužil most i tramvajím s parní trakcí.

## Nové požadavky
V sedmdesátých letech 20. století přestal most vyhovovat jak železniční, tak automobilové dopravě. Projektování nového mostu probíhalo v návaznosti na urbanistickou studii a nové potřeby města:
- demolice povrchových objektů dolu Šalomoun[5]
- stavba Ústředního autobusového nádraží včetně garáží ČSAD, které byly zpětně hodnoceny jako problematické[6]
- vybudování přestupního uzlu mezi autobusovou, tramvajovou a trolejbusovou dopravou
- vyřešení mimoúrovňového křížení s Místeckou ulicí
- vyvedení dopravy od Ostravy-Poruby mimo centrum města

Projekt nemohl překročit finanční limity, a proto nebyly některé představy realizovány. Podchod nebyl vyprojektován až k Domu kultury Vítkovických železáren. Avšak po zkušenosti se znečišťováním, vandalismem a kriminalitou v dlouhém podzemním koridoru, který spojoval podchod s výpravní budovou ČSAD, byla omezená rozloha podchodu chápána jako výhoda. Na opačném konci stavby bylo uvažováno o demolicích významných budov, ale ty nebyly realizovány.

## Frýdlantské mosty a podchod
Stavba byla zahájena v roce 1977. V roce 1981 byla zprůjezdněna jižní polovina mostů. Na jaře roku 1986 byla stavba dokončena. Bylo vyzdvihováno nejen technické řešení dopravního uzlu, ale i estetika celého díla. Estetické nadšení bylo kroceno, zvlášť v souvislosti s vadami stavebního dílo, které stálo 270 mil. Kčs. Po listopadu 1989 byla kritizována koncepce dopravy z 60. a 70. let dvacátého století, která fixovala původní trasování komunikací a v případě Frýdlantských mostů vytvořila v centru města nepatřičný prvek dálničního charakteru. Dominantní most přerostl okolní zástavbu.
Na stavbu Frýdlantských mostů měla po roce 1982 navázat přeložka Gottwaldovy ulice. Přeložka měla mít podobu průtahu za hotelem Palace, s parametry městské dálnice, který měl končit u Frýdecké ulice. Měl vyřešit vyvedení dopravy z Gottwaldovy ulice mimo centrum. Vyřešit ho ani nemohl, protože s vybudováním kapacitního pokračování Gottwaldovy ulice směrem na Hranečník by naopak vznikl přivaděč, který by přitáhl dopravu z Karvinska. Z tohoto důvodu byl most se šesti jízdními pruhy přes Ostravici napojen pouze úzkou komunikací.[zdroj?]
V roce 2022 došlo na Frýdlantských mostech „k dočasným opatřením ve prospěch cyklopropojení“. Tato opatření se setkala s bouřlivou kritikou.

## Mimořádné události
Stavba se neobešla bez smrtelného úrazu. Při jízdě po Gottwaldově ulici, která sloužila po dobu výstavby jako staveništní komunikace, přehlédl řidič kolového rypadla Poclain TY-45 pracovníka stavby a přejel ho.
Dne 3. května 1996 došlo k úniku metanu z podzemních prostorů zasypané jámy Šalamoun do podchodu Frýdlantských mostů.
Tramvajové nástupiště na Frýdlantských mostech si vybral pro teroristický čin Marian Monczka z Karviné. Dne 27. dubna 1998 kolem 5:15 hodin došlo k výbuchu nálože ukryté v odpadkovém koši. Jedna osoba byla těžce zraněna.